# 위험한 유혹 (2013년 영화)
《위험한 유혹》(영어: As I Lay Dying)은 미국에서 제작된 2013년 드라마 영화이다. 제임스 프랭코가 연출, 공동 각본, 주연을 맡았다. 윌리엄 포크너의 동명 소설을 바탕으로 제작되었다. 이 영화는 2013년 제66회 칸 영화제의 주목할 만한 시선 부문에서 상영되었다.

## 출연진
- 제임스 프랭코
- 로건 마셜그린
- 대니 맥브라이드
- 팀 블레이크 넬슨
- 아나 오라일리
- 베스 그랜트
- 짐 패랙
- 제시 하이먼
- 스콧 헤이즈

## 기타 제작진
- 배역: 매슈 모건
- 세트: 제임스 와일리 파울러
- 의상: 캐럴린 에슬린셰이퍼